# حمل أباد (سردابة)
حمل أباد (بالفارسية: حمل‌آباد) هي منطقة سكنية تقع في إيران في قسم سردابة الريفي. يقدر عدد سكانها بـ 1,041 نسمة .